# Werner Pfennig
Werner Pfennig (* 25. Februar 1937 in Köln; † 29. Januar 2008) war ein deutscher Gewerkschafter und Bundesvorsitzender der VVN-BdA.

## Leben
Nach dem Abschluss der Volksschule arbeitete Pfennig als Landarbeiter. 1952 begann er bei der Rheinhessischen Druckwerkstätte in Alzey eine Ausbildung als Schriftsetzer. Von 1955 bis 1970 war er in verschiedenen Druckereien als Setzer tätig, u. a. auch in den Großdruckereien Druckhaus Deutz und bei der Kölnischen Verlagsdruckerei, wo er zum stellvertretender Betriebsratsvorsitzenden gewählt wurde.
An der Akademie der Arbeit bildete er sich zum Assistent für Volkswirtschaftslehre fort und war dann ab 1972 als Dozent an der zentralen Bildungsstätte der IG Druck und Papier in Heidenrod-Springen im Taunus tätig. Von 1973 bis 1978 war er Referatsleiter für Hochschulen und Seminare bei der Hans-Böckler-Stiftung. 1978 wurde er Bundesangestelltensekretär beim Hauptvorstand der Industriegewerkschaft Druck und Papier. Er war Landesbezirksvorsitzender der Industriegewerkschaft Druck und Papier und der Industriegewerkschaft Medien in Baden-Württemberg von 1983 bis 1992 und Mitglied des Geschäftsführenden Hauptvorstandes der Industriegewerkschaft Medien von 1992 bis 1995. Hier war er verantwortlich für die Geschäftsbereiche gewerkschaftliche Bildungsarbeit, berufliche Bildung, für Finanzen und Verwaltung sowie für die Bundesfachgruppen Druckindustrie, Papierverarbeitung, Verlage und Agenturen sowie für die Forschungs- und Technologiepolitik. Seit der Gründung von ver.di war er Mitglied im Kontroll- und Beschwerdeausschuss beim Bundesvorstand und er war auch weiterhin in der gewerkschaftlichen Bildungsarbeit aktiv, insbesondere für den Bundesfachbereich Medien, Kunst und Industrie.
Pfennig arbeitete im wissenschaftlichen Beirat des DKP-nahen Instituts für Marxistische Studien und Forschungen.
Nach seiner Pensionierung war er Bundesvorsitzender und Landessprecher der VVN-BdA. Er war beteiligt an der Wiedervereinigung der VVN-BdA der Bundesrepublik Deutschland mit dem ostdeutschen Interessenverband ehemaliger Teilnehmer am antifaschistischen Widerstand, Verfolgter des Naziregimes und Hinterbliebener (IVVdN-BdA) nach der deutschen Wiedervereinigung. Bei dem Vereinigungskongress wurde er als Vertreter der alten VVN-BdA zu einem der zwei gleichberechtigten Vorsitzenden gewählt. Diese Funktion als Ko-Vorsitzender gemeinsam mit Heinrich Fink behielt er bis zu seinem Tod.
Beigesetzt wurde er am 5. Februar 2008 auf dem Pragfriedhof in Stuttgart.